# Carlos G. Vallés
Carlos González Vallés (Logroño, 4 de noviembre de 1925 - Madrid, 8 de noviembre de 2020)
conocido más popularmente como Carlos G. Vallés o Padre Vallés, fue un sacerdote y escritor jesuita.
Nacido en España, vivió en la India durante cinco décadas y escribió extensamente en idioma guyaratí, en inglés y en español.

## Primeros años
Vallés era hijo de un ingeniero. Cuando cumplió diez años, su padre murió de amigdalitis. Seis meses más tarde, cuando estalló la Guerra civil española (1936-1939), huyó de su casa, junto con su madre y su hermano, y se fue a vivir con la tía de su madre, dejándolo todo detrás. Allí ingresó a una escuela jesuita junto a su hermano.
Cuando cumplió quince años ingresó al noviciado jesuita, y en 1949 fue enviado como misionero a la India.

## Años en la India
En la India, Vallés asistió a la Universidad de Madrás y en 1953 completó un máster en matemática con honores de primera clase. Allí aprendió inglés para completar sus estudios.
Cuando fue contratado para enseñar matemática en la Universidad de San Javier, en la ciudad de Ahmedabad, descubrió que tenía alumnos que solo hablaban en idioma guyaratí.
Aprendió el idioma durante dos años, y más tarde practicó escribir en guyaratí durante su cuarto año de estudios teológicos en la ciudad de Pune (175 km al sureste de Bombay).
Fue ordenado sacerdote el 24 de abril de 1958.
Empezó a enseñar matemáticas en Ahmedabad en 1960. Tradujo muchos conceptos matemáticos al guyaratí para la Universidad de Guyarat (en Ahmedabad).
También contribuyó regularmente a la primera revisión matemática en una lengua india, Suganitam.
Contribuyó en guyaratí a la enciclopedia Gñan-ganga en temas matemáticos.
En 1960, escribió en guyaratí el libro titulado Sadachar, que publicó con la ayuda de su madre. Fue muy exitoso y Vallés fue invitado a escribir en el periódico mensual Kumar por sus editores. Cinco años más tarde empieza a escribir para Kumar y ganó su anual Premio Kumar a la escritura del mejor artículo en el mensuario.
Más tarde, empezó a escribir en el suplemento dominical del Gujarat Samachar en una columna titulada «Navi pedhine» (‘a la nuevas generaciones’). También fue exitoso y sus artículos fueron más tarde publicados como un libro. Más tarde, dejó sus trimestres de personal en la universidad y empezó a vivir con personas para entender su vida. Vivía con una familia por unos cuantos días y entonces se movía a la próxima. Vivió de este modo durante diez años.

## Últimos años
Se retiró de su puesto de profesor de matemáticas y dejó la India. Más tarde se estableció en Madrid y acompañó a su madre de noventa años hasta que murió a la edad de 101 años. Continuó escribiendo en guyaratí, y empezó traducir y escribir en inglés y español centrado en sus experiencias en India y en Latinoamérica.
Falleció el 8 de noviembre de 2020 en Madrid, pocos días después de haber cumplido los 95 años.

## Obras
Publicó 141 libros:
75 en guyaratí,
42 en español y
24 en inglés.
Escribió 12 libros de matemática.
La siguiente es una lista parcial de sus trabajos:
En español
- 1985: Viviendo juntos
- 1985: Caleidoscopio: autobiografía de un jesuita
- 1986: Saber escoger: el arte del discernimiento
- 1987: Yo te perdono
- 1989: Busco tu rostro: orar los salmos
- 1990: Gustad y ved. Dones y frutos del Espíritu
- 1991: Al andar se hace camino: el arte de vivir el presente
- 1992: Ligero de equipaje: Tony de Mello (1931-1987), un profeta para nuestro tiempo. Madrid: Sal Térrae, ISBN 9788429307818.[9]
- 1994: Por la fe a la justicia
- 1994: Transparencia
- 1994: Dejad a Dios ser Dios: imágenes de la divinidad
- 1995: Crecía en sabiduría
- 1996: Vida en abundancia
- 1996: Una vida o muchas: un cristiano ante la reencarnación
- 1996: Mi vida en siete palabras
- 1996: Querida Iglesia
- 1996: Ojos cerrados, ojos abiertos
- 1996: Y la mariposa dijo
- 1996: Virgen de Santa Alegría
- 1996: Hablando con mi ángel
- 1997: Te quiero, te odio: dinámica de las relaciones humanas
- 1997: Mis amigos los sentidos
- 1997: Yo, tú, nosotros, ellos: dinámicas de las relaciones humanas
- 1998: ¿Por qué sufro cuando sufro?
- 1998: Siglo nuevo, vida nueva: El milenio de la esperanza
- 2000: Peregrino entre hindúes
- 2001: Salió el sembrador
- 2001: Elogio de la vida diaria
- 2001: Evangelio ¡ahora!
- 2002: No temas: los miedos impiden vivir
- 2002: Cuéntame cómo rezas: orar en primera persona
- 2002: El dominó egipcio y el valor de cada momento
- 2003: Estad siempre alegres
- 2004: La India enseña
- 2005: El tambor de la vida. Partituras de ritmos del alma
- 2006: El secreto de Oriente: respirar
- 2006: Vales más de lo que piensas. Los principios de la autoestima
- 2007: Yo soy así… ¿es posible cambiar?
- 2008: Rezo por ti. Todo lo que nos une
- 2009: Testigos de la vida
- 2009: Como leones rugientes. La eucaristía, misión de vida
- 2009: Descubre tus ritmos: para vivir mejor
- 2010: Asómate a mi ventana: diez años en la web
- 2010: Disfruta tu ocio: te lo mereces
- 2013: Dime cómo hablas: guía práctica de psicolingüística
- 2014: Gandhi: una alternativa a la violencia
- 2022: Cada copo de nieve cae en su sitio

En guyaratí
- Sadachar
- Lagnasagar
- Gandhiji y navi pedhi
- Kutumb mangal
- Dharma mangal
- Atmiya kshano
- Vvyaktitva ghadatar
- Jivan darshan
- College yivan
- Charitrya iagña
- Sanskar tirth
- Gharna prashno

En inglés
- Gandhi: alternative to violence
- Nine nights in India
- Life with honour
- Leader of leaders
- Teacher to a nation
- Himalayan blunder
- Cult of excellence
- Two countries, one life

Su colección de ensayos incluye
- Maru sukh, maru dukh,
- Aagekooch,
- Bhagwanni rojnishi,
- Jeevanni taiyari,
- Taramaitrak,
- Shabdalok y
- Mor Ane Dhel.[10]

Su autobiografía, Atmakathana tukda, en guyaratí, fue traducida por Amit Joharapurkar al maratí como Atmakathecha ansh, en 2020.

## Premios y reconocimientos
Vallés ganó cinco veces el premio literario para ensayos del Gobierno de Guyarat.
En 1966 recibió el premio Kumar Chandrak.
En 1978 le otorgaron el Ranjitram Suvarna Chandrak, el premio más alto de la literatura guyaratí. Fue el primer extranjero en recibirlo.
Su vida doméstica vagando en casas de amigios católicos para entender la cultura y las personas en la India le ganaron en 1995 el Premio por la Armonía Universal Acharya Kakasaheb Kalelkar, y, en 1997, el Premio de la Armonía Ramakrishna Jaidalal.
También fue galardonado con el Premio Jain Honorario por su amistad con la comunidad yain de la ciudad de Bombay.
En 2014 le fue otorgado el premio Santokbaa.
El 26 de enero (Fiesta Nacional de la India) del año 2021, dos meses después de su fallecimiento, el Gobierno de la India le otorgó al padre Vallés el importante premio Padma Shri en reconocimiento a su labor en favor de la literatura y la educación en la India:

El padre Vallés se hizo querer por muchos, especialmente en Guyarat. Se distinguió en diversas áreas, como las matemáticas y la literatura guyaratí. Al adoptar la lengua vernácula del guyaratí fue más allá de ser un académico o un sacerdote para ser un amigo y un hombre que ocupa un lugar especial en nuestros corazones. Su legado vivirá siempre en el fortalecimiento de los lazos entre la India y España.
Narendra Modi, primer ministro indio